# Altar del duc Ratchis

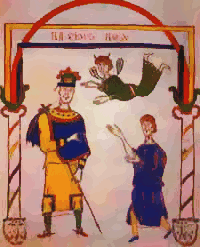
Duc Ratchis en un manuscrit medieval

L'altar del duc Ratchis és una de les principals obres de l'escultura longobarda, elaborada durant el període conegut com la Renaixença Liutpraenda —del rei Luitprand (?, vers 690 - Pavia, 744; regnat 712 - 744). S'estableix la seva execució entre 737 i 744. En l'actualitat es troba al Museo Cristiano de Cividale del Friuli, el qual s'allotja en un espai, construït el 1946, obert a la nau de l'Epístola de la seu de Cividale.

## Descripció
Les seves dimensions són 1,45 x 0,90 x 0,88 m. Es compon de quatre lloses de pedra d'Ístria —roca compacta calcària de baixa porositat— esculpides amb baixos relleus: la llosa de darrere amb símbols cristians, la de davant amb un Crist en Majestat i les laterals amb una Visitació i una Adoració dels Reis Mags respectivament. S'hi observen restes de pigments.
Les figures es presenten molt bidimensionals, encara que nítidament definides, i, conforme a l'estil de l'època, amb mans i rostres sobredimensionats que aporten una forta càrrega expressionista.
Tot al voltant de la vora superior de l'altar, hi ha una inscripció de caràcter dedicatori: «(Ma)xima dona XPI ad clarit subeimi concessa Pemmoni ubique di(ru)to/(fo)rmarentur ut templa nam e(t) inter reliquas/donum beati Johannis ornabir pendola + teguro pulchro al/tare ditabit marmoris colore Ratechis hidebohohrit», que es pot traduir com: «Ratchis hidebohohrit (gran cavaller?), amb la generosa donació llegada a glòria de Crist pel sublim Pemmone a fi de restaurar les esglésies que foren en runes, entre d'altres la de San Giovanni, enriquí l'altar amb una creu penjant del bell tegurio (baldaquí?) de color de marbre». Pemmone, pare de Ratchis, va ser duc del Friül.

### Crist en Majestat
La Maiestas Domini és l'escena principal de l'altar, no en va és el situat a la part més visible pels fidels. Està esculpida, com les altres escenes, amb la tècnica del baix relleu. Conforme a la iconografia, quatre àngels sostenen una ametlla mística, pel damunt de la qual apareix, en el seu extrem superior, la mà de Déu. A l'interior de la màndorla, Jesucrist, beneint amb la mà dreta i amb el rotllo a l'esquerra, es presenta flanquejat per dos serafins. Estrelles, roses i creus es reparteixen pel fons. Tot el rectangle és vorejat per un cordó, rodejat aquest per part de la inscripció en el seu costat superior i una cinta de volutes en els altres tres.

### La Visitació
Maria, mare de Jesús,
amb una creu incisa al front, i Isabel estan situades sota d'una doble arcuació i, sota una arcuació adjacent, separada per una columna, hi ha un arbre. Tot el panell lateral situat del costat de l'Evangeli és envoltat per un cordó. Aquest cordó és vorejat per la part de dalt per part de la inscripció, per sota i per la dreta amb cordons dobles entrellaçats i triple pel cantó esquerra.

### L'Adoració dels Reis Mags d'Orient
Aquesta escena està representada en el lateral del costat de l'Epístola. Les figures són desproporcionades, en elles mateixes —caps, extremitats— i amb relació a les altres. La mare de Déu, amb creu al front, asseguda en un tron amb reposapeus i sota baldaquí, té el Nen a la falda; aquest, amb els reis col·locats en filera al seu davant, allarga la mà per a rebre el regal del primer d'ells. Un àngel que sobrevola l'escena fa la presentació. Un personatge dempeus està situat darrere el tron. Estrelles, fulles de palma i acant i altre vegetals adornen el fons. Tot és envoltat per una cinta de baquetons que, a la vegada, és rodejada per part de la inscripció en la part superior i un cordó doble entrellaçat en les altres.

### Darrera
Dues creus esculpides amb motius geomètrics i amb sengles roses a la intersecció dels pals, dues roses als extrems inferiors del plúteus i una roda penta-aspada, amb quatre flors de lliris al seu exterior, decoren aquesta banda de l'altar. Tot és rodejat primer per un marc fi, després per un cordó quàdruple entrellaçat i a continuació per un cordó de baquetons. Part de la inscripció està incisa en el cantó superior de la llosa. Centrant l'emmarcat, desviada cap a dalt, es troba una cavitat, tal vegada usada per a guardar una lipsanoteca.

## Imatges
- Part posterior de l'altar
- Jesucrist en la màndorla sostinguda per àngels
- L'adoració dels Reis Mags d'Orient
- La visitació de la mare de Déu a santa Isabel